# Breda 501
Il Semovente ruotato da 90/53 Breda 501 è un autocannone blindato italiano, progettato durante la seconda guerra mondiale e realizzato in un singolo prototipo.

## Storia
Durante la campagna in Nordafrica, il Regio Esercito aveva impiegato con successo numerosi semoventi ruotati, in particolare i potenti 90/53 su Lancia 3Ro e su Breda 52. Nonostante l'eccellente arma queste soluzioni non permettevano il trasporto di un adeguato numero di munizioni, si dimostrarono vulnerabili al tiro dei carri e degli aerei e poco mobili nella marcia fuori strada. Alla fine del 1941 il Ministero della Guerra richiese quindi un semovente ad alta mobilità che potesse appoggiare le divisioni blindate. Nel 1943, il prototipo della Breda venne completato ed in luglio effettuò le prove di tiro nel poligono Centro Esperienze d'Artiglieria di Nettuno, ma l'armistizio dell'8 settembre mise fine al programma.

## Tecnica
Il progetto prevede l'installazione su uno nuovo scafo ruotato blindato del potente e provato cannone 90/53 Mod. 1939, un pezzo progettato come arma contraerea ma rivelatasi eccellente per il tiro controcarri.
La piattaforma è basata sull'autocarro pesante Breda 54, derivato a sua volta dal Breda Dovunque 51. Si tratta di un telaio su due longheroni, a 3 assi con 6 ruote motrici; il primo asse è su ruote singole motrici e direttrici; i due assi posteriori sono su ruote gemellate. Il motore è sistemato, caratteristica insolita, sull'estremo posteriore del telaio, permettendo quindi l'installazione di una cabina avanzata dal profilo particolarmente basso.
Lo scafo è in lamiere blindate, spesse dai 30 mm del muso agli 8 mm della poppa, ed è costituito da una bassa cabina anteriore e da un grande vano di combattimento centro-posteriore a cielo scoperto. La cabina di guida, a due posti, è completamente blindata; il frontale è costituito da una grande piastra inclinata per deflettere i colpi, nella quale si apre una finestra unica per la guida, protetta da un portello blindato. Sul cielo sono presenti due botole ellittiche per l'accesso.
Il cannone, su affusto scudato per la protezione dei serventi e modificato per quanto riguarda i sistemi di puntamento e gli angoli di brandeggio massimi, brandeggia sul sottoaffusto tronco-conico, a piedistallo, posto tra il primo ed il secondo asse sulla piattaforma del vano di combattimento; durante la marcia, la canna viene fissata alla rizza posta sulla cabina di guida. Le due sponde laterali blindate presentano ognuna 3 sedili a strapuntino per i serventi; alla messa in batteria, le sponde possono essere abbattute di 90° verso l'esterno, prolungando ai due lati la piattaforma per i serventi. Il vano di combattimento anteriormente è delimitato dalla cabina di guida; posteriormente invece termina contro la coda del mezzo, costituita dalla cofanatura del vano motore e dalle due riservette da 15 colpi ciascuna. Tra le due riservette sono installati i due supporti snodati per le mitragliatrici da 8 mm Breda Mod. 38 per la difesa ravvicinata. Sui due lati della coda sono fissate le ruote di scorta.